# 小行星9171
小行星9171（9171 Carolyndiane）是一颗绕太阳运转的小行星，为主小行星带小行星。该小行星于1989年4月4日发现。

## 轨道参数
小行星9171的轨道半长轴为2.5867603 UA，离心率为0.126。